# Chéraute
Chéraute (en basque: Sohüta) est une commune française, située dans le département des Pyrénées-Atlantiques en région Nouvelle-Aquitaine.
Le gentilé est Sohütar.

## Géographie

### Localisation
La commune de Chéraute se trouve dans le département des Pyrénées-Atlantiques, en région Nouvelle-Aquitaine.
Elle se situe à 57 km par la route de Pau, préfecture du département, à 29 km d'Oloron-Sainte-Marie, sous-préfecture, et à 2 km de Mauléon-Licharre, bureau centralisateur du canton de Montagne Basque dont dépend la commune depuis 2015 pour les élections départementales.
La commune fait en outre partie du bassin de vie de Mauléon-Licharre.
Les communes les plus proches sont : 
Viodos-Abense-de-Bas (1,5 km), Berrogain-Laruns (1,5 km), Mauléon-Licharre (1,7 km), Garindein (3,9 km), Espès-Undurein (4,1 km), Moncayolle-Larrory-Mendibieu (4,2 km), Roquiague (5,1 km), Gotein-Libarrenx (5,3 km).
Sur le plan historique et culturel, Chéraute fait partie de la province de la Soule, un des sept territoires composant le Pays basque,. La Soule, traversée par la vallée du Saison, se divise en Arbaille, Haute-Soule, et Basse-Soule, dont fait partie la commune.

### Communes limitrophes
Les communes limitrophes sont Barcus, Berrogain-Laruns, L'Hôpital-Saint-Blaise, Mauléon-Licharre, Moncayolle-Larrory-Mendibieu, Roquiague et Viodos-Abense-de-Bas.
| Berrogain-Laruns     | Moncayolle-Larrory-Mendibieu | L'Hôpital-Saint-Blaise |
| Viodos-Abense-de-Bas | Chéraute                     |                        |
| Mauléon-Licharre     | Roquiague                    | Barcus                 |

### Hydrographie

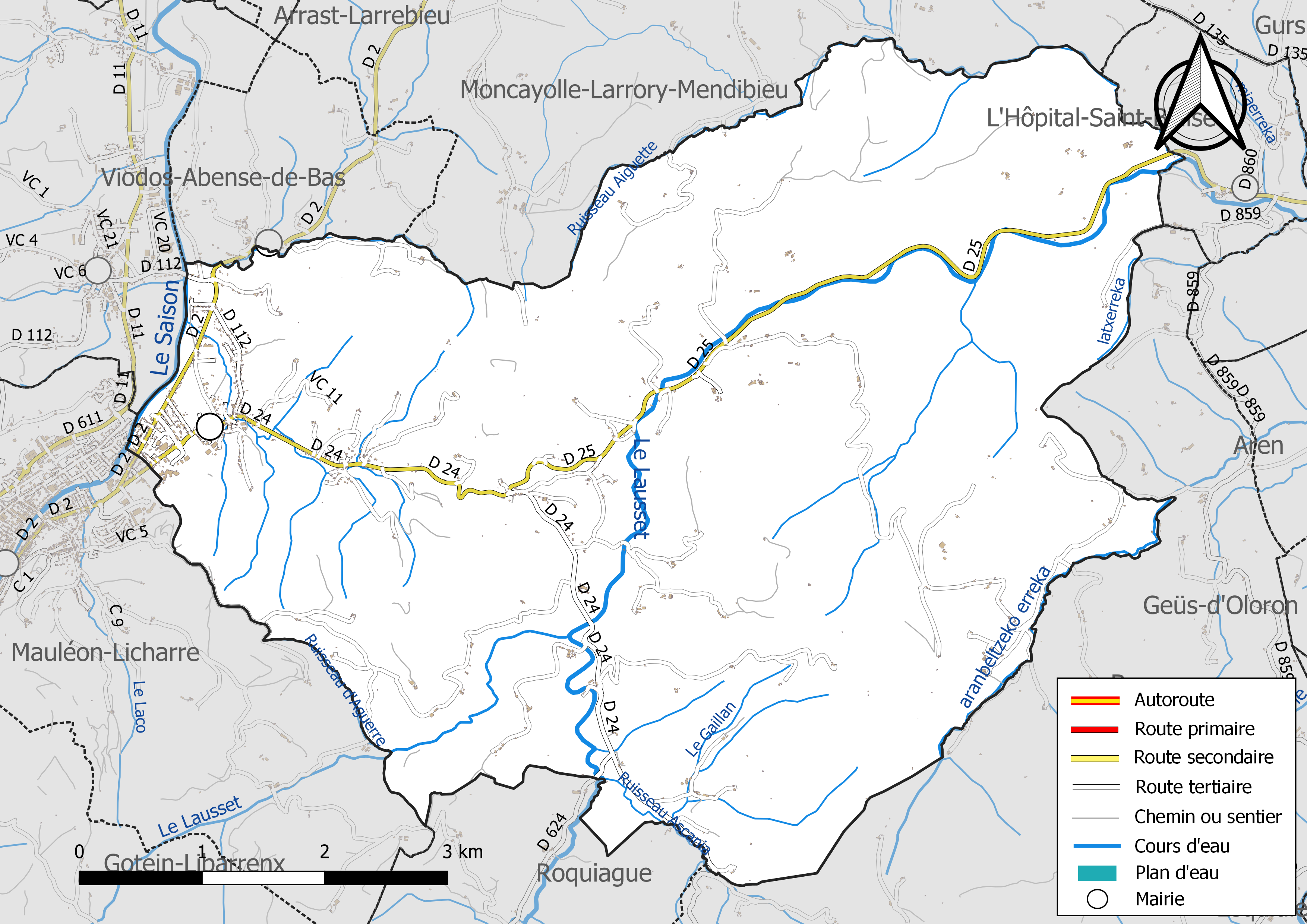
Réseaux hydrographique et routier de Chéraute.

La commune est drainée par le Saison, le Lausset, le Lausset, un bras du Lausset, le Gaillan, le lacherreca, le ruisseau Aiguette, le ruisseau Ascania, le ruisseau d'Aguerre, et par divers petits cours d'eau, constituant un réseau hydrographique de 45 km de longueur totale,.
Le Saison, d'une longueur totale de 72,2 km, prend sa source dans la commune de Larrau et s'écoule du sud vers le nord. Il traverse la commune et se jette dans le gave d'Oloron à Autevielle-Saint-Martin-Bideren, après avoir traversé 31 communes.
Le Lausset, d'une longueur totale de 39,3 km, prend sa source dans la commune de Sauguis-Saint-Étienne et s'écoule du sud vers le nord. Il traverse la commune et se jette dans le gave d'Oloron à Narp, après avoir traversé 14 communes.

### Climat
Pour des articles plus généraux, voir Climat de la Nouvelle-Aquitaine et Climat des Pyrénées-Atlantiques.
Historiquement, la commune est dans une zone de transition entre les climats océaniques aquitain et basque.  
En 2020, Météo-France publie une typologie des climats de la France métropolitaine dans laquelle la commune est exposée à un climat de montagne et est dans la région climatique Pyrénées atlantiques, caractérisée par une pluviométrie élevée (>1 200 mm/an) en toutes saisons, des hivers très doux (7,5 °C en plaine) et des vents faibles.
Pour la période 1971-2000, la température annuelle moyenne est de 13,5 °C, avec une amplitude thermique annuelle de 13,3 °C. Le cumul annuel moyen de précipitations est de 1 434 mm, avec 12,1 jours de précipitations en janvier et 8,8 jours en juillet. Pour la période 1991-2020, la température moyenne annuelle observée sur la station météorologique la plus proche, située sur la commune d'Aïcirits-Camou-Suhast à 17 km à vol d'oiseau, est de 14,3 °C et le cumul annuel moyen de précipitations est de 1 219,1 mm,. Pour l'avenir, les paramètres climatiques de la commune estimés pour 2050 selon différents scénarios d’émission de gaz à effet de serre sont consultables sur un site dédié publié par Météo-France en novembre 2022.

### Milieux naturels et biodiversité

#### Réseau Natura 2000
Le réseau Natura 2000 est un réseau écologique européen de sites naturels d'intérêt écologique élaboré à partir des Directives « Habitats » et « Oiseaux », constitué de zones spéciales de conservation (ZSC) et de zones de protection spéciale (ZPS).
Deux sites Natura 2000 ont été définis sur la commune au titre de la « directive Habitats », : 
- « le Saison (cours d'eau) », d'une superficie de 2 200 ha, un cours d'eau de très bonne qualité à salmonidés[22] ;
- « le gave d'Oloron (cours d'eau) et marais de Labastide-Villefranche », d'une superficie de 2 547 ha, une rivière à saumon et écrevisse à pattes blanches[23] ;

#### Zones naturelles d'intérêt écologique, faunistique et floristique
L’inventaire des zones naturelles d'intérêt écologique, faunistique et floristique (ZNIEFF) a pour objectif de réaliser une couverture des zones les plus intéressantes sur le plan écologique, essentiellement dans la perspective d’améliorer la connaissance du patrimoine naturel national et de fournir aux différents décideurs un outil d’aide à la prise en compte de l’environnement dans l’aménagement du territoire.
Une ZNIEFF de type 1 est recensée sur la commune, : 
le « Lausset amont et zones tourbeuses associées » (190,06 ha), couvrant 11 communes du département et deux ZNIEFF de type 2,, : 
- le « bassin versant du Lausset et du Joos : bois, landes et zones tourbeuses » (19 519,13 ha), couvrant 23 communes du département[26] ;
- le « réseau hydrographique du gave d'Oloron et de ses affluents » (6 885,32 ha), couvrant 114 communes dont 2 dans les Landes et 112 dans les Pyrénées-Atlantiques[27].

## Urbanisme

### Typologie
Au 1er janvier 2024, Chéraute est catégorisée commune rurale à habitat dispersé, selon la nouvelle grille communale de densité à sept niveaux définie par l'Insee en 2022.
Elle appartient à l'unité urbaine de Mauléon-Licharre, une agglomération intra-départementale regroupant huit  communes, dont elle est une commune de la banlieue,,. Par ailleurs la commune fait partie de l'aire d'attraction de Mauléon-Licharre, dont elle est une commune de la couronne,. Cette aire, qui regroupe 21 communes, est catégorisée dans les aires de moins de 50 000 habitants,.

### Occupation des sols

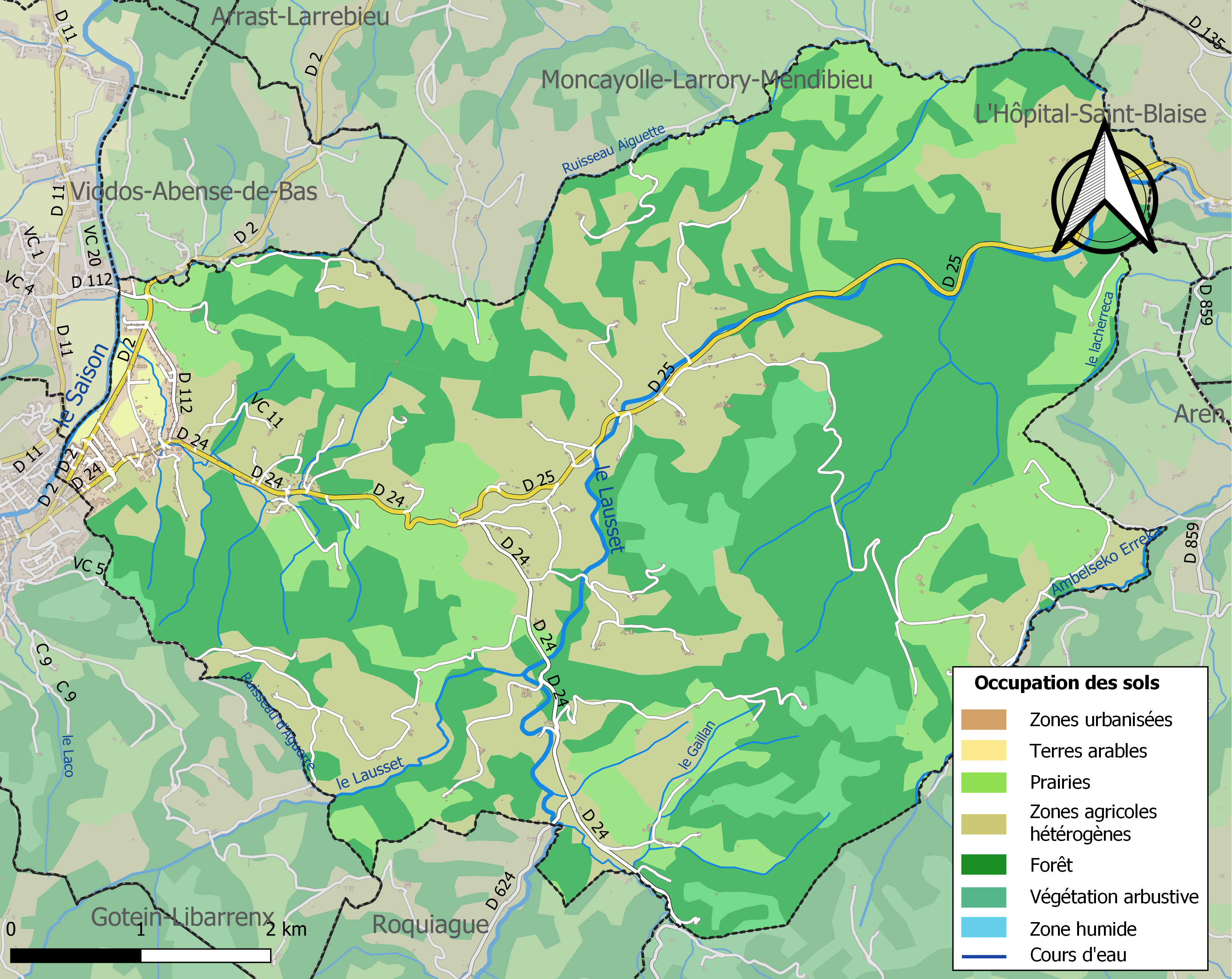
Carte des infrastructures et de l'occupation des sols de la commune en 2018 (CLC).

L'occupation des sols de la commune, telle qu'elle ressort de la base de données européenne d’occupation biophysique des sols Corine Land Cover (CLC), est marquée par l'importance des territoires agricoles (49,6 % en 2018), une proportion sensiblement équivalente à celle de 1990 (49,3 %). La répartition détaillée en 2018 est la suivante : 
forêts (44,6 %), zones agricoles hétérogènes (30,3 %), prairies (18,6 %), milieux à végétation arbustive et/ou herbacée (4,3 %), zones urbanisées (1,5 %), terres arables (0,7 %). L'évolution de l’occupation des sols de la commune et de ses infrastructures peut être observée sur les différentes représentations cartographiques du territoire : la carte de Cassini (XVIIIe siècle), la carte d'état-major (1820-1866) et les cartes ou photos aériennes de l'IGN pour la période actuelle (1950 à aujourd'hui).

### Lieux-dits et hameaux
11 quartiers composent la commune de Chéraute :
- Aranbeltz ;
- Arballa ;
- Barragarri (Barragarry sur les cartes IGN) ;
- Debata ;
- Ekhibegia ;
- Gañeko ibarra ;
- Hoki (Hoquy sur les cartes IGN) ;
- Kharrika ;
- Narbuna ;
- Peko ibarra ;
- Sühastoki.

### Risques majeurs
Le territoire de la commune de Chéraute est vulnérable à différents aléas naturels : météorologiques (tempête, orage, neige, grand froid, canicule ou sécheresse), inondations, feux de forêts et séisme (sismicité moyenne). Il est également exposé à un risque technologique,  le transport de matières dangereuses. Un site publié par le BRGM permet d'évaluer simplement et rapidement les risques d'un bien localisé soit par son adresse soit par le numéro de sa parcelle.

#### Risques naturels
Certaines parties du territoire communal sont susceptibles d’être affectées par le risque d’inondation par une crue torrentielle ou à montée rapide de cours d'eau, notamment le Saison et le Lausset. La commune a été reconnue en état de catastrophe naturelle au titre des dommages causés par les inondations et coulées de boue survenues en 1982, 1983, 2008, 2009, 2011 et 2014,.
Chéraute est exposée au risque de feu de forêt. En 2020, le premier plan de protection des forêts contre les incendies (PDPFCI) a été adopté pour la période 2020-2030. La réglementation des usages du feu à l’air libre et les obligations légales de débroussaillement dans le département des Pyrénées-Atlantiques font l'objet d'une consultation de public ouverte du 16 septembre au 7 octobre 2022,.

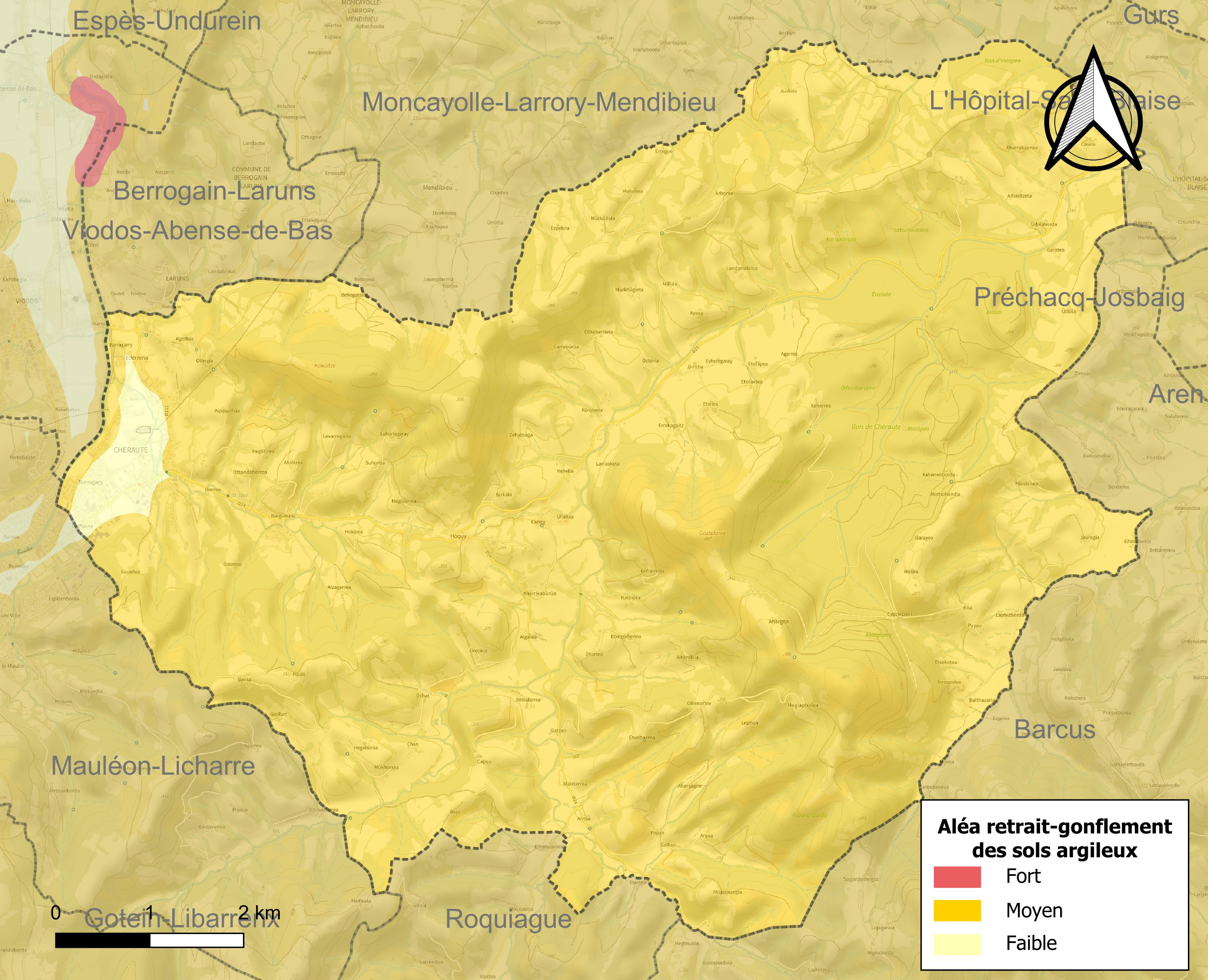
Carte des zones d'aléa retrait-gonflement des sols argileux de Chéraute.

Le retrait-gonflement des sols argileux est susceptible d'engendrer des dommages importants aux bâtiments en cas d’alternance de périodes de sécheresse et de pluie. 98,6 % de la superficie communale est en aléa moyen ou fort (59 % au niveau départemental et 48,5 % au niveau national). Depuis le 1er octobre 2020, en application de la loi ELAN, différentes contraintes s'imposent aux vendeurs, maîtres d'ouvrages ou constructeurs de biens situés dans une zone classée en aléa moyen ou fort,.

## Toponymie

### Attestations anciennes
Le toponyme Chéraute apparaît sous les formes 
Cheraltus (1224, titres de Barcelone), 
Xeraute (1383, contrats de Luntz), 
Xerauta (1496, contrats d'Ohix), 
Sent-Barthelemi de Chéraute (1612, insinuations du diocèse d'Oloron).

### Autres toponymes
Aphezberro est attesté sous les formes Aspesberro, lo bordar d'Apezberro et Apesbero (respectivement 1476 et 1479 pour les deux dernières formes, contrats d'Ohix).
Les Arambeaux, ancien hameau de la commune (du basque Haranbeltz), est mentionné sous la forme L'Arambeus en 1475 (contrats d'Ohix).

### Graphie basque
Son nom basque actuel est Sohüta.

## Histoire
Chéraute est une ancienne baronnie vassale de la vicomté de Soule.

## Héraldique
|  | Les armes de Chéraute se blasonnent ainsi : Écartelé aux 1 et 4 d'or au pin de sinople terrassé du même et un loup de gueules passant derrière le tronc de l'arbre ; aux 2 et 3 de gueules au lion d'or ; sur le tout de sable au lion regardant d'argent. |

## Politique et administration
| Période | Période  | Identité               | Étiquette | Qualité |
| ------- | -------- | ---------------------- | --------- | ------- |
| 1995    | 2001     | Michel Béguerie        |           |         |
| 2001    | 2008     | Pierre-Dominique Aguer | DVD       |         |
| 2008    | 2010     | Laurent Etcheto        |           |         |
| 2010    | En cours | Christelle Mange       | DIV       |         |

### Intercommunalité
Chéraute appartient à huit structures intercommunales :
- la communauté d'agglomération du Pays Basque ;
- le SIGOM ;
- le syndicat à vocation scolaire Gaztelaïa ;
- le syndicat AEP du Pays de Soule ;
- le syndicat d'assainissement du Pays de Soule ;
- le syndicat d’énergie des Pyrénées-Atlantiques ;
- le syndicat intercommunal pour le soutien à la culture basque ;
- le syndicat mixte forestier des chênaies des vallées basques et béarnaises.

Chéraute accueille le siège du syndicat à vocation scolaire Gaztelaïa.

## Population et société

### Démographie
L'évolution du nombre d'habitants est connue à travers les recensements de la population effectués dans la commune depuis 1793. Pour les communes de moins de 10 000 habitants, une enquête de recensement portant sur toute la population est réalisée tous les cinq ans, les populations de référence des années intermédiaires étant quant à elles estimées par interpolation ou extrapolation. Pour la commune, le premier recensement exhaustif entrant dans le cadre du nouveau dispositif a été réalisé en 2006.

En 2022, la commune comptait 1 048 habitants, en évolution de −4,64 % par rapport à 2016 (Pyrénées-Atlantiques : +3,78 %, France hors Mayotte : +2,11 %).
| 1793  | 1800  | 1806  | 1821  | 1831  | 1836  | 1841  | 1846  | 1851  |
| ----- | ----- | ----- | ----- | ----- | ----- | ----- | ----- | ----- |
| 1 257 | 1 280 | 1 330 | 1 494 | 1 527 | 1 550 | 1 520 | 1 507 | 1 530 |

| 1856  | 1861  | 1866  | 1872  | 1876  | 1881  | 1886  | 1891  | 1896  |
| ----- | ----- | ----- | ----- | ----- | ----- | ----- | ----- | ----- |
| 1 226 | 1 212 | 1 250 | 1 168 | 1 166 | 1 179 | 1 103 | 1 125 | 1 116 |

| 1901  | 1906  | 1911  | 1921  | 1926 | 1931 | 1936 | 1946  | 1954 |
| ----- | ----- | ----- | ----- | ---- | ---- | ---- | ----- | ---- |
| 1 100 | 1 120 | 1 059 | 1 012 | 991  | 979  | 998  | 1 008 | 987  |

| 1962  | 1968  | 1975  | 1982  | 1990  | 1999  | 2006  | 2011  | 2016  |
| ----- | ----- | ----- | ----- | ----- | ----- | ----- | ----- | ----- |
| 1 054 | 1 047 | 1 191 | 1 173 | 1 193 | 1 104 | 1 163 | 1 106 | 1 099 |

| 2021  | 2022  | - | - | - | - | - | - | - |
| ----- | ----- | - | - | - | - | - | - | - |
| 1 057 | 1 048 | - | - | - | - | - | - | - |

### Enseignement
La commune dispose de deux écoles : l'école primaire privée Eperra Ikastola et l'école primaire publique Gaztelaia. L'école primaire privée propose un enseignement basque par immersion et l'école primaire publique un enseignement bilingue français-basque à parité horaire.

## Économie
L'activité est tournée vers l'agriculture (élevage et pâturages) et l'artisanat (manufacture d'espadrilles). La commune fait partie de la zone d'appellation de l'ossau-iraty.

## Culture locale et patrimoine

### Patrimoine civil
Des fortifications protohistoriques, inscrites aux monuments historiques en 1983, sont présentes au lieu-dit Castelgayha.
La famille des Bela-Chéraute possédait le château du XVIIe siècle qui se dresse sur le territoire de la commune.

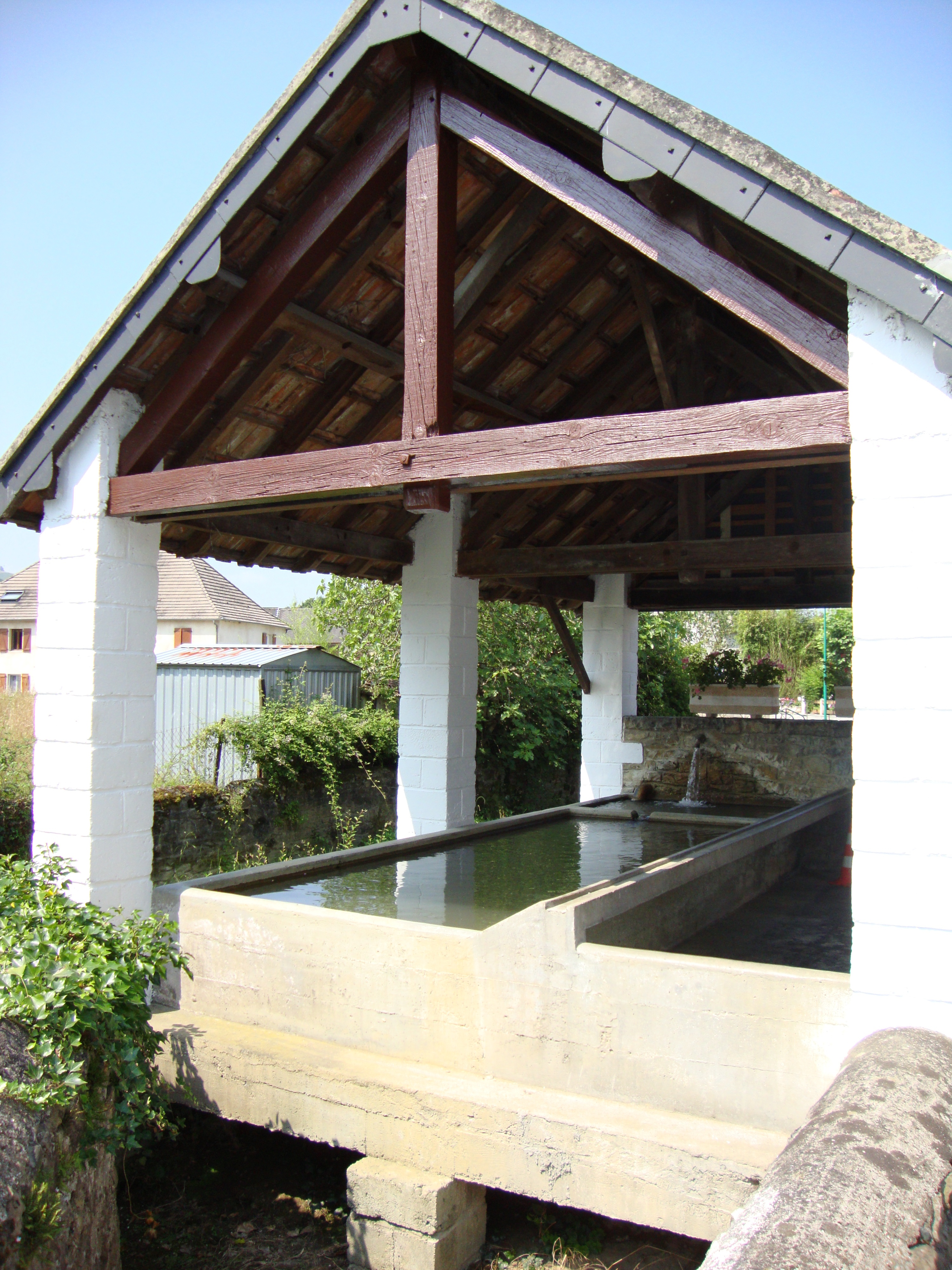
Un lavoir.
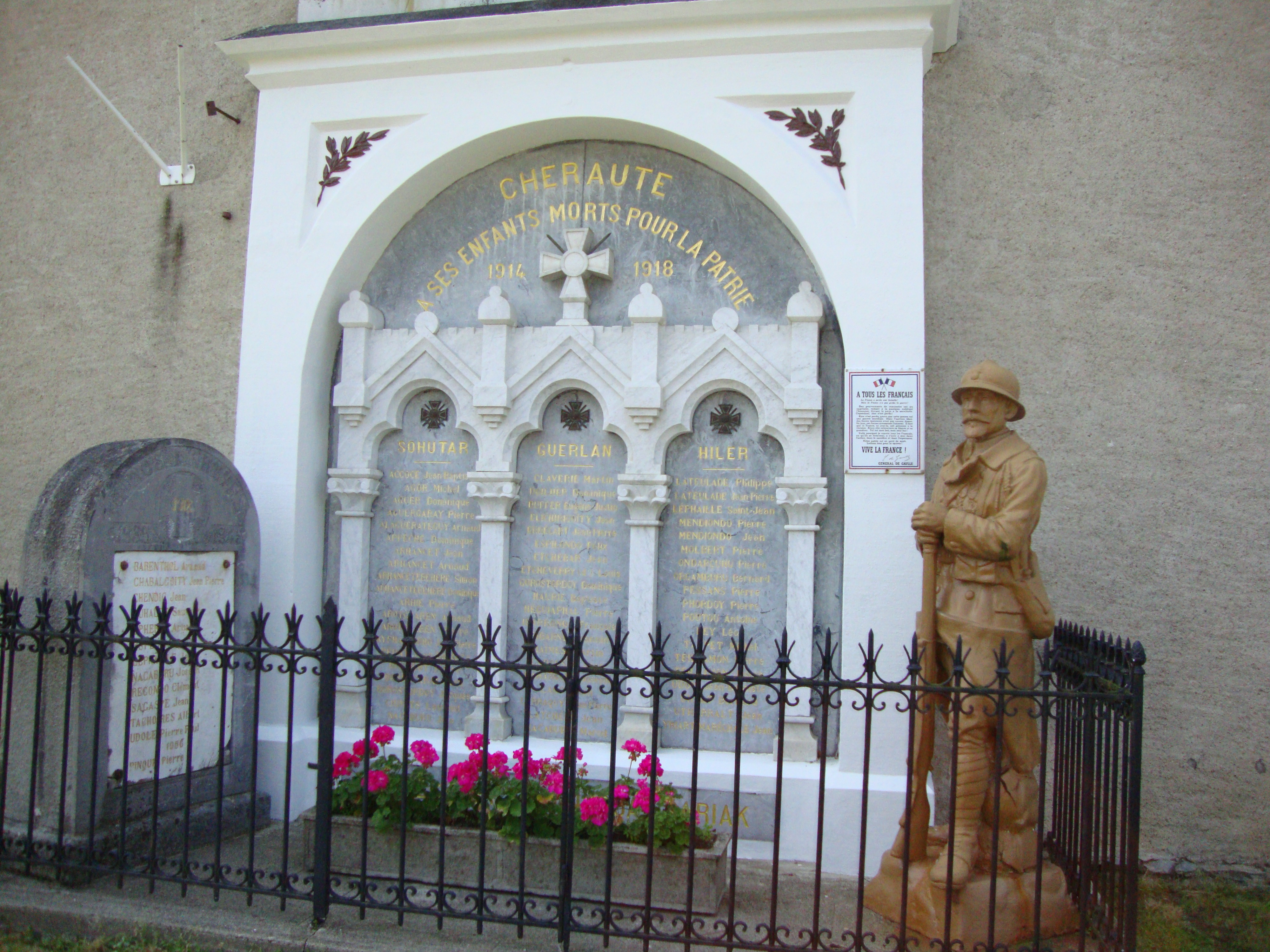
Monument aux morts (sur le mur de l'église de Chéraute).
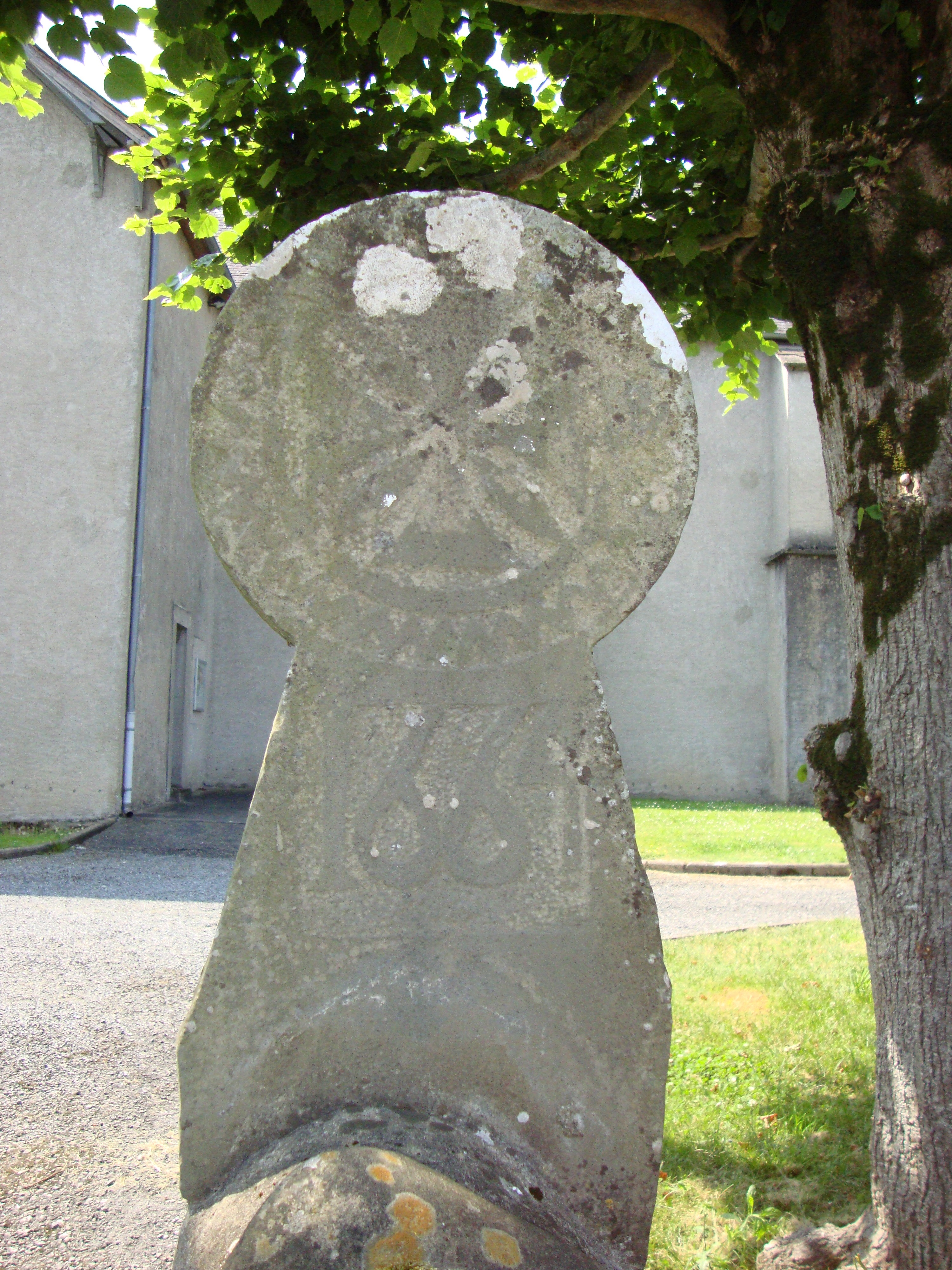
Stèle à l'entrée de l'enceinte de l'église de Chéraute.

### Patrimoine religieux

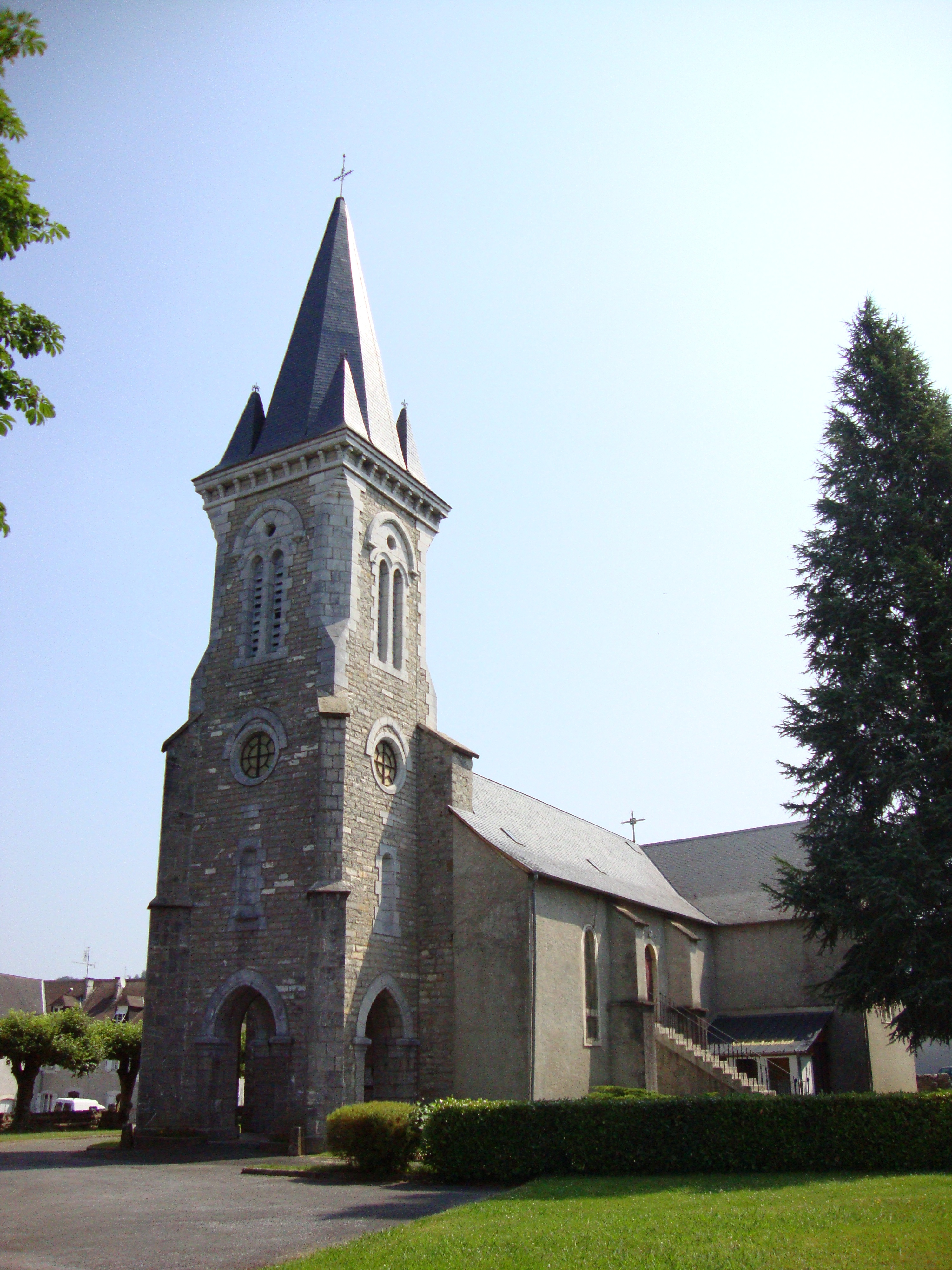
L'église Saint-Barthélemy.

L'église Saint-Barthélemy, dont les origines remontent à la fin du Moyen Âge, a été agrandie à la fin du XIXe siècle et son clocher et son porche ont été reconstruits au début du XXe siècle.
La chapelle trinitaire de Notre-Dame de Hoquy a été construite par l'abbé Dominique Espaïn en 1936.

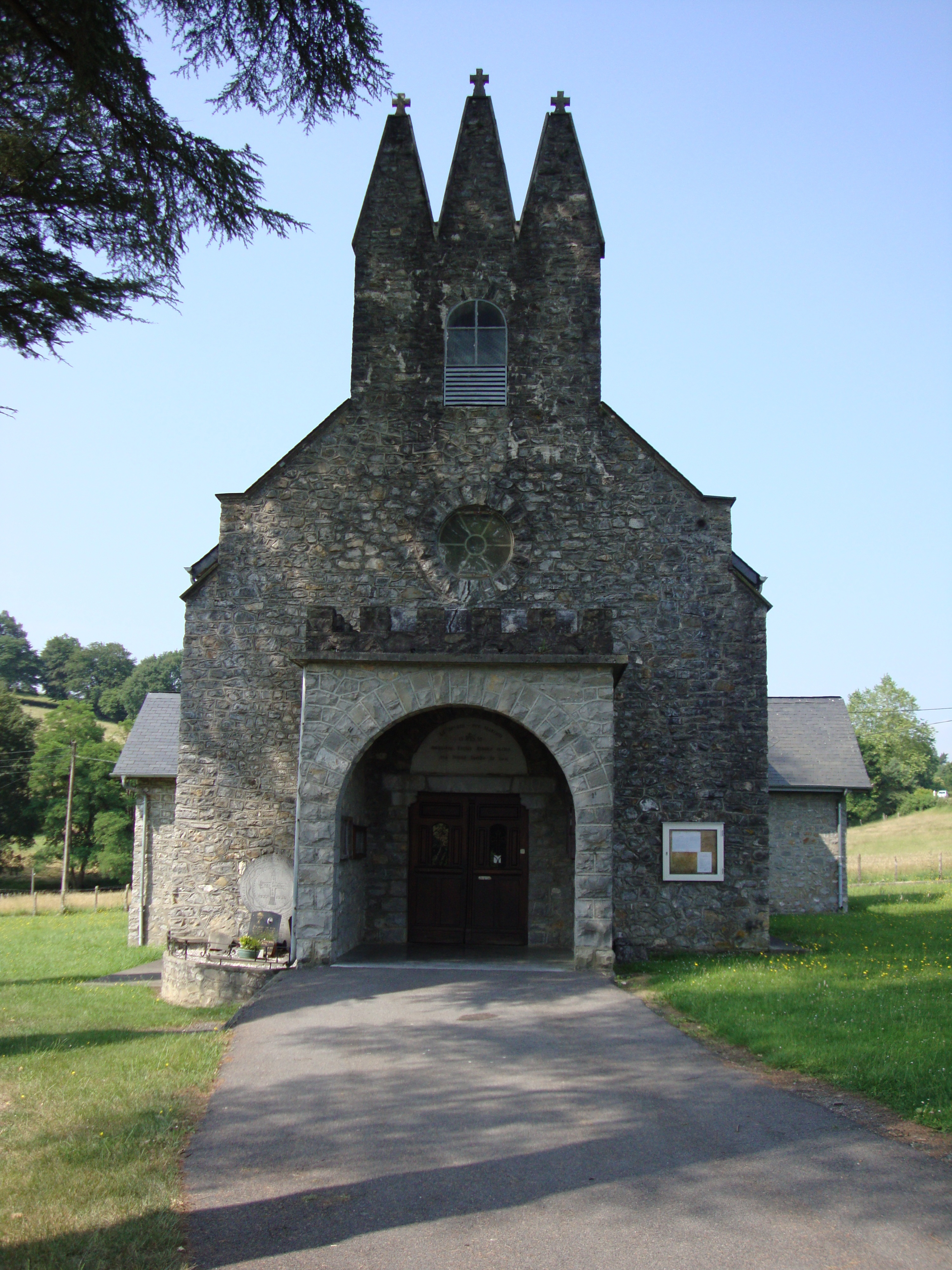
Chapelle trinitaire de Hoquy.
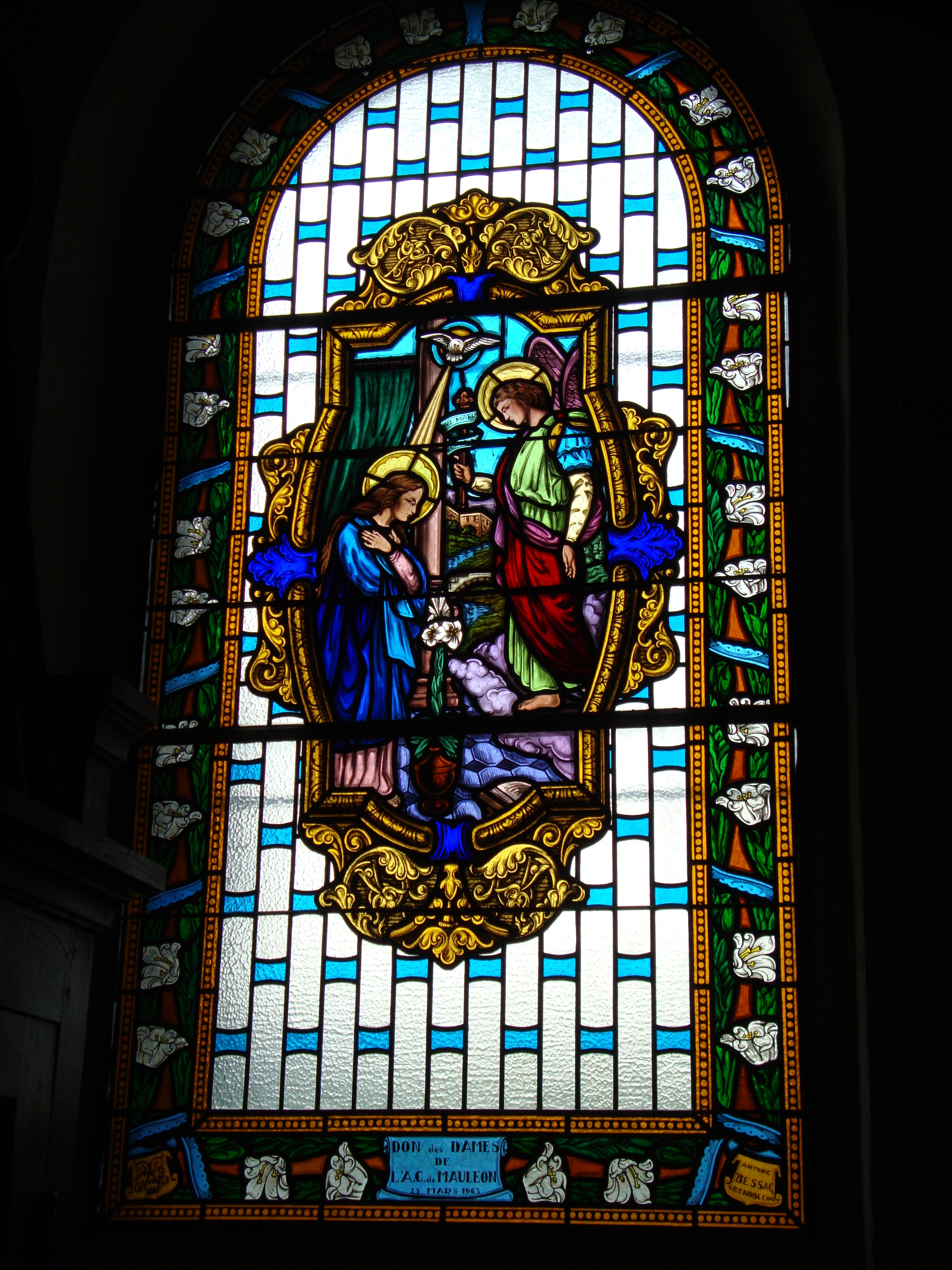
Annonciation.
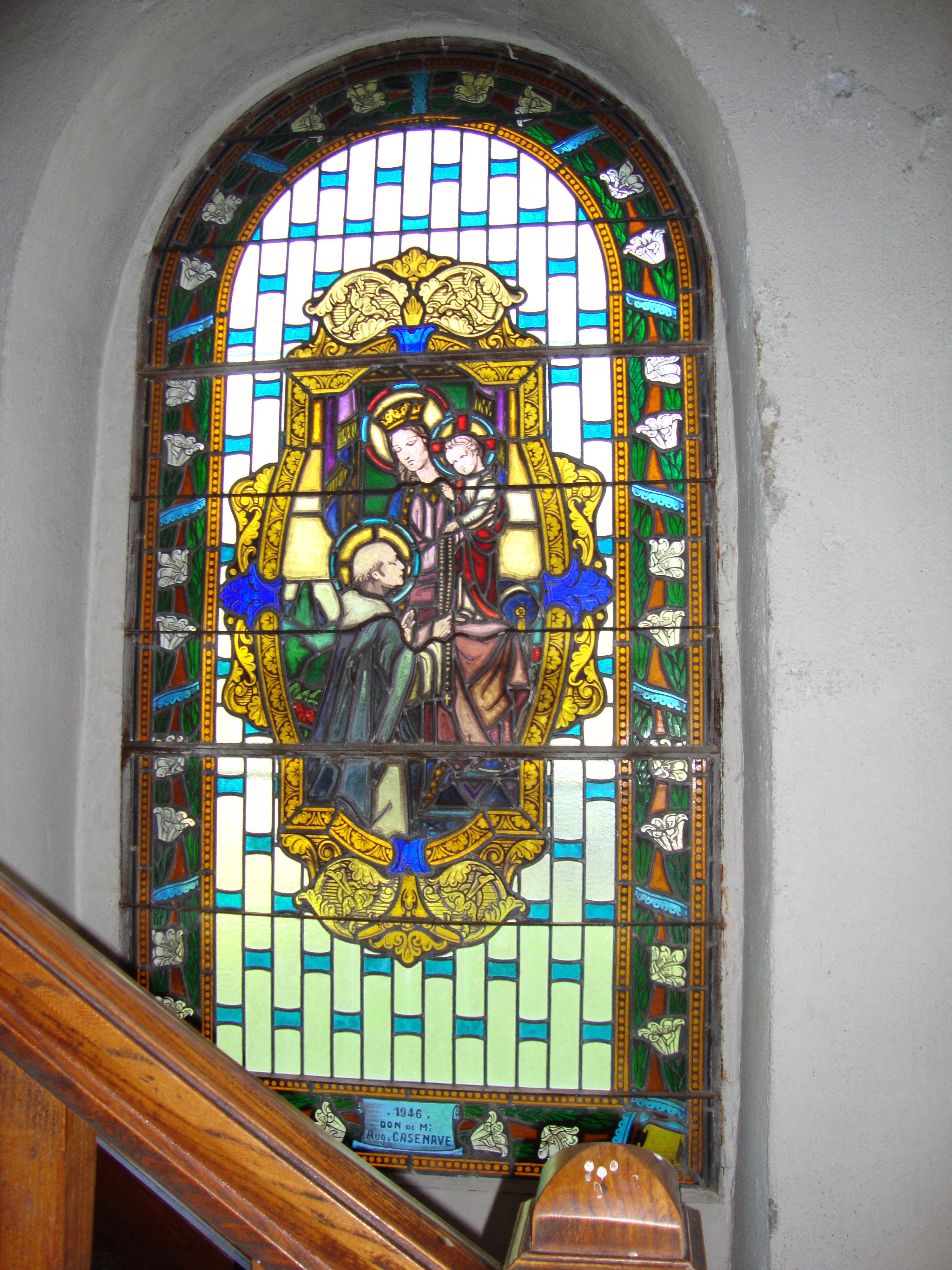
Vierge et Enfant.
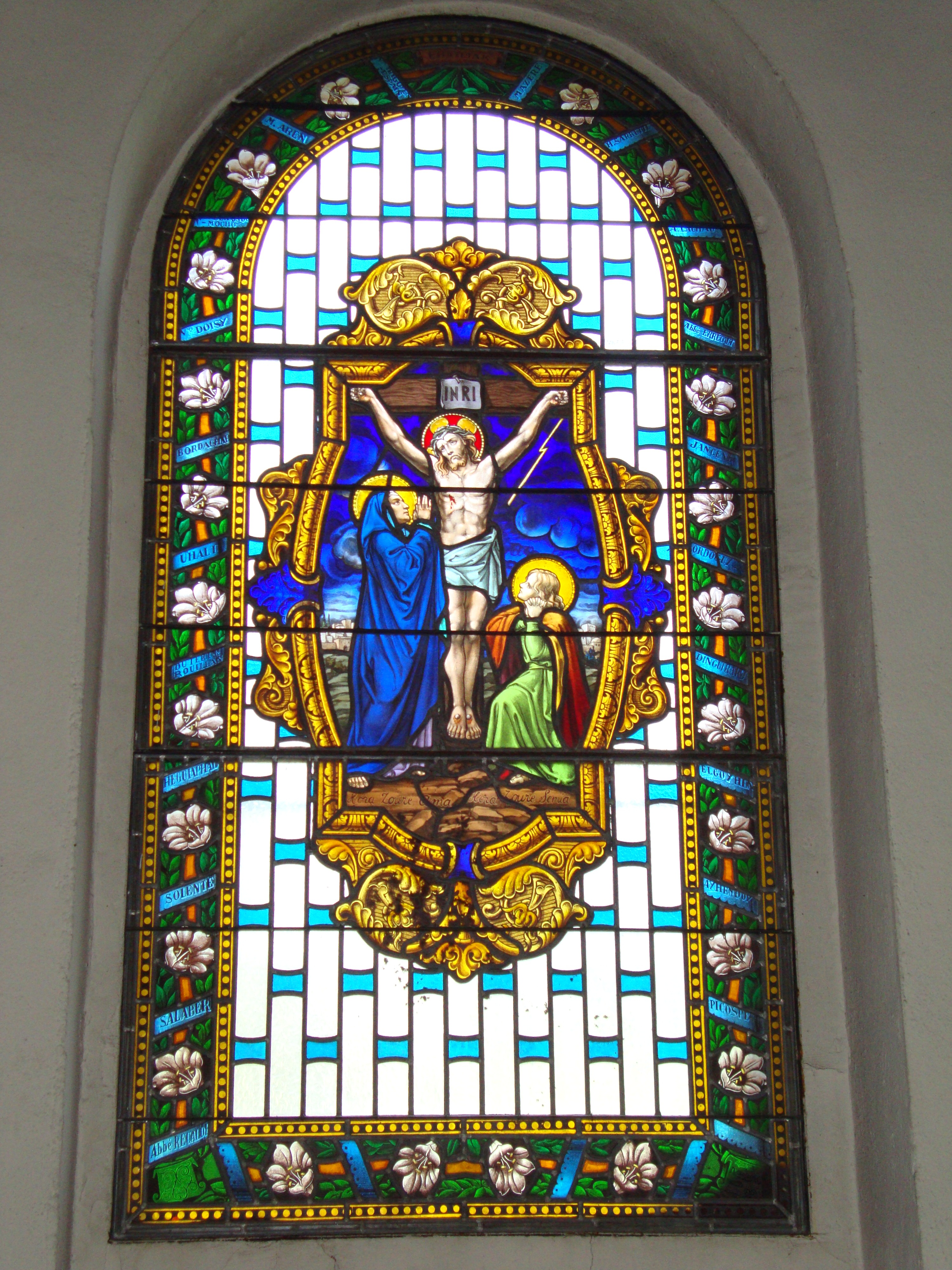
Crucifixion.

## Événements sportifs
La commune se situe sur le trajet de la 16e étape du Tour de France 2007, qui a eu lieu le 25 juillet 2007. Le parcours de 218 kilomètres reliait Orthez à Gourette - col d'Aubisque.

## Équipements
La commune dispose de deux écoles primaires, d'une ikastola et d'un lycée (lycée du pays de Soule).

## Personnalités liées à la commune
- Jon Mirande, (Paris, 1925-1972) est un écrivain basque, né au sein d'une famille souletine qui émigra à la capitale française à la recherche de travail. Son père, Jean Mirande, était originaire de Garindein et sa mère, Marie d'Ayphasorho, de Chéraute.
- Hortense Carricaburu (Chéraute, 1826-1898), dite Madame de la Villéhélio, auteure de Souvenirs des Pyrénées, 12 airs basques choisis et notés, par Mde de La Villéhélio[56], l'une des premiers recueils de chants basques.